# Ifö/Bromölla IF
Ifö/Bromölla IF ist ein schwedischer Fußballverein aus Bromölla. Aus dem Hauptverein, der mehrere Sportarten anbot, gliederte sich die Fußballmannschaft aus. Diese spielte mehrere Jahre in der zweithöchsten Spielklasse Schwedens.

## Geschichte
Bromölla IF gründete sich am 13. Juni 1927. Zunächst spielte der Klub im unterklassigen Bereich der Ligapyramide, stieg aber 1940 in die Drittklassigkeit auf. Bereits zwei Jahre später gelang hier der Staffelsieg und nach Erfolgen gegen den IFK Oskarshamn in den Aufstiegsspielen stieg die Mannschaft in die zweite Liga auf. In den ersten beiden Spielzeiten im mittleren Tabellenbereich platziert, belegte sie in der Spielzeit 1944/45 nur noch einen Abstiegsplatz und stieg gemeinsam mit Höganäs BK ab. Punktgleich mit Staffelsieger Olofströms IF verpasste der Klub aufgrund des schlechteren Torquotienten den direkten Wiederaufstieg. Auch in der folgenden Spielzeit Staffelzweiter überstand die Mannschaft eine Ligareform auf dem dritten Spielniveau, war aber im folgenden Jahr chancenlos und stieg mit Nybro IF und Malmö BI in die vierte Liga ab.
1955 kehrte Bromölla IF in die dritte Liga zurück und hielt sich dort vier Spielzeiten. Nach dem Abstieg 1959 stieg der Klub zwei Jahre später erneut auf und schaffte anschließend den direkten Durchmarsch in die Zweitklassigkeit. Dort etablierte sie sich und erreichte 1967 mittlerweile als Ifö/Bromölla IF antretend mit der Vizemeisterschaft in der Staffel Södra Götaland hinter Östers IF das bis dato beste Ergebnis der Vereinsgeschichte. Den Erfolg konnte die Mannschaft nicht bestätigen und fand sich zwei Jahre später im Abstiegskampf wieder. Hatte in jener Saison noch die bessere Tordifferenz gegenüber IK Atleten den Klassenerhalt bedeutet, beendete der Verein die Spielzeit 1970 als Tabellenletzter auf einem Abstiegsplatz.
Ifö/Bromölla IF etablierte sich nach dem Abstieg in der dritthöchsten Spielklasse, wobei die Mannschaft zeitweise im Aufstiegsrennen und im Abstiegskampf mitspielte. Anfang der 1980er Jahre setzte sie sich im vorderen Tabellendrittel fest und scheiterte 1983 als Staffelsieger erst in der Aufstiegsrunde am Lunds BK. Zwei Jahre später wiederholte sie den Staffelsieg und setzte sich dieses Mal gegen Films SK durch. Der erneute Aufenthalt in der Zweitklassigkeit währte drei Spielzeiten, gemeinsam mit Falkenbergs FF stieg der Klub Ende 1989 wieder ab und wurde im Folgejahr in die Viertklassigkeit durchgereicht. Hier etablierte sich die Mannschaft, einzig 1995 und 1999 folgten jeweils einjährige Intermezzi in der dritten Liga.
Bei einer Ligareform 2005 wurde Ifö/Bromölla IF zwei Spielklassen zurückgestuft, der Mannschaft gelang jedoch der sofortige Aufstieg in die fünfte Liga. 2009 folgte für eine Spielzeit die Rückkehr in die Viertklassigkeit.